# The Catch (album)
The Catch è il quindicesimo album in studio del gruppo rock scozzese Nazareth, pubblicato nel 1984.

## Tracce
Testi di Manny Charlton, Dan McCafferty, Pete Agnew, Darrell Sweet tranne dove indicato.
1. Party Down – 6:25
2. Ruby Tuesday (Mick Jagger, Keith Richards) – 3:27
3. Last Exit Brooklyn – 4:00
4. Moondance – 4:44
5. Love of Freedom – 4:28
6. This Month's Messiah – 5:16
7. You Don't Believe in Us – 6:37
8. Sweetheart Tree – 3:00
9. Road to Nowhere (Gerry Goffin, Carole King) – 4:01

## Formazione
- Dan McCafferty - voce
- Manny Charlton - chitarra
- Pete Agnew - basso, chitarra
- Darrell Sweet - batteria